# Fontaine de la Navicella
La fontaine de la Navicella est une fontaine de Rome située sur la Piazza della Navicella dans le rione de Celio en face de la basilique Santa Maria in Domnica et de l'entrée de la villa Celimontana.

## Historique
Cette fontaine était initialement une sculpture de marbre blanc représentant une galère romaine ou une petite barque placée à proximité de la basilique Santa Maria in Domnica comme ex-voto. Elle a été transformée en fontaine lors des restaurations de l'édifice ordonnées par Léon X et réalisées par l'architecte Andrea Sansovino en 1513-1514.